# Non stuzzicate la zanzara
Non stuzzicate la zanzara è un film del 1967 diretto da Lina Wertmüller con Rita Pavone, sequel di Rita la zanzara del 1966.
È l'ultimo film di Enrico Viarisio che morì poco dopo le riprese.

## Trama
Rita, fuggita dal collegio, dopo aver vinto una manifestazione canora arriva a Roma. La accompagna Paolo, il professore di musica che l'ha aiutata. Si ritrova così a fortezza Colleoni, dove i suoi genitori vivono assieme a tre zie; qui il padre dirige un'accademia di aspiranti "guardie svizzere" in attesa di un riconoscimento. Pur di stare vicino a Rita, Paolo aderisce all'accademia, ma presto i due cercano una nuova occasione di gloria: tentano infatti di prendere parte a una trasmissione televisiva al Sestriere. Il padre di Rita, però, li ostacola rinchiudendo Rita nella prigione della fortezza. Rita riesce a fuggire con l'aiuto della madre, che insieme a lei si dirige verso il Sestriere. Quando il padre si accorge della fuga si infuria e rapisce Rita, ma nulla può fare quando la madre si offre di prendere il ruolo di Rita nella trasmissione tv. Rita e Paolo potranno così continuare a coltivare il loro sogno di musica e amore.

## Doppiaggio
Il doppiaggio di Aldo Giuffré e di Renato Turi nel film è stato caratterizzato da un marcato accento tedesco per interpretare i personaggi delle Guardie Svizzere.